# Jaromír Stretti-Zamponi
Jaromír Stretti – Zamponi (11. června 1882 Plasy – 29. prosince 1959 Praha), byl český malíř a grafik.

## Život
Jaromír Stretti pocházel z významné pražské rodiny. Jeho děd Carlo Stretti byl obchodník. Jaromír se narodil v západočeských Plasích. Jeho otec byl lékař Karel Stretti, jenž byl ve službách rodu Metternichů jako osobní lékař. Zálibu v malování a nesporný talent měl Jaromír po svých předcích z matčiny strany. V roce 1886 se přestěhoval s rodiči na Královské Vinohrady. Byl samoukem, i když původně malíř, záhy se přeorientoval na grafiku. Povoláním byl úředníkem hypotéční banky. Jeho starší bratr Viktor Stretti, byl rovněž významný malíř a grafik. Z počátku vystupoval pod jménem Jaromír Zamponi, které přejal po své italské babičce, aby byl rozeznán od svého bratra Viktora. V roce 1906 představil v pražském Rudolfínu soubor pražských motivů. Roku 1909 se oženil se Zdenkou Reinsbergrovou. V roce 1910 se jim narodil syn Mario, který byl rovněž vynikající malíř. V letech 1912–13 pobýval v Paříži. Kolem roku 1920 se podílel jako expertní člen stavební komise na vnitřních úpravách Pražského hradu a Černínského paláce. Stretti-Zamponi byl zakládajícím členem Sdružení českých umělců grafiků Hollar a v letech 1915–1949 byl členem S.V.U. Mánes v Praze. V díle Jaromíra Stretti-Zamponiho převládaly grafiky s pražskými a italskými motivy, barevná akvatinta, lepty a litografie, ale i oleje a pastely.
Jaromír Stretti-Zamponi zemřel v Praze 29. prosince 1959. Byl pohřben v rodinné hrobce na Vinohradském hřbitově.